# Рустем Ходжа
Рустем Ходжа (алб. Rustem Hoxha, нар. 21 липня 1991, Дуррес) — албанський футболіст, захисник клубу «Динамо» (Тирана). Виступав також за низку албанських та косовських клубів. Чемпіон Албанії, дворазовий володар Кубка Албанії та володар Суперкубка Албанії. Чемпіон Косова.

## Клубна кар'єра
Рустем Ходжа народився 1991 року в місті Дуррес, та є вихованцем футбольної школи місцевого клубу «Теута». У 2010 році Ходжа розпочав грати в основній команді клубу, а в 2013 році керівництво клубу віддало футболіста в оренду до клубу «Люфтетарі». Після повернення з оренди Ходжа грав у складі «Теути» до 2017 року.
У 2017 році футболіст перейшов до складу команди «Кукесі», а в 2018 році перейшов до складу клубу «Люфтетарі» вже на правах постійного контракту. У 2019 році гравець повернувся до клубу «Теута», у складі якого протягом сезону став чемпіон Албанії, володарем Кубка Албанії та володарем Суперкубка Албанії. У 2021 році Ходжа перейшов до косовського клубу «Балкані» (Теранде), у складі якого став чемпіоном Косова.
У 2023 році Рустем Ходжа став гравцем клубу «Динамо» (Тирана). У складі команди футболіст у сезоні 2024—2025 років удруге став володарем Кубка Албанії.

## Виступи за збірні
У 2009 році Рустем Ходжа дебютував у складі юнацької збірної Албанії, загалом на юнацькому рівні взяв участь у 4 іграх, відзначившись одним забитим голом.
У 2010 році Ходжа зіграв 2 матчі у складі молодіжної збірної Албанії.

## Титули і досягнення
- Чемпіон Албанії (1):

«Теута»: 2020–2021
- Чемпіон Косова (1):

«Балкані» (Теранде): 2021–2022
- Володар Кубка Албанії (2):

«Теута»: 2019–2020
«Динамо» (Тирана): 2024–2025
- Володар Суперкубка Албанії (1):

«Теута»: 2020